# Медицински канабис
Медицински канабис за хронични бол је према ставовима медицинске струке (након недавих дебата на ту тему)  све више се креће ка прихватању као корисног средства за лечење неуропатског бола. Током расправе један део стручњак заложио се за, а други против, јер не постоји довољно доказа за употребу канабиса у лечењу неуропатског бола, али на крају су се сви сложили да неки пацијенти имају користи од његове примене.
Чињеница је да се биљка канабис која има 460 састојака, међу којима су две главне компоненте тетрахидроканабинол (ТХЦ) и канабидиол (ЦБД), све више користити за лечење неуропатских болова, упркос разлика у ставу струке.
Медицински канабис се тренутно може конзумирати гутањем екстраката уља, сублингвалним путем пушењем или жвакањем биљке. Лекови од канабиса који се већ користе у неким земљама укључују орални ТХЦ (набилон, дронабинол) и орални спреј за слузокожу (набиксимолс - Сативек).

## Историја
Медицинска употреба препарата добијених из биљке  Cannabis sativa има дугу историју. Канабис, назван у Кини: má 麻 (што значи „конопља; канабис) или кинески: dàmá 大麻 („велика; сјајна“), на Тајвану се користио у виду влакна почев од пре око 10 000 година.</ref> Ботаничар Хуи-Лин Ли написао је да је да је у Кини...употреба канабиса у медицини вероватно била врло рано развијена. Будући да су древни људи користили семе конопље као храну, било је сасвим природно да су открили и лековита својства ове биљке. Цар Шенонг, који је такође био фармаколог, написао је књигу о методама лечења 2737. године п. н. е. у којој је описао медицинске благодати канабиса, и препоручивао је супстанцу за многе болести, укључујући затвор, гихт, реуму и одсутност. Канабис је и данас једна од 50 „основних“ биљака у традиционалној кинеској медицини.
У 19. веку, тинктуре канабиса користиле су се у Великој Британији и САД за ублажавање хроничног бола и мучнина.
Међутим, током двадесетог века, медицинска употреба канабиса је у великој мери опала, како су се дроге  (опијати) развијали Наиме почетком 20. века, канабис је замењен опијатима који су се сада могли давати у стандардизованим дозама орално или инјекцијом (уместо екстраката канабиса који су варирали у квалитету и садржају).
Даља употреба канабиса у медицинске сврхе постала је још ограничененија када је канабис 1961. године стављен на Јединствену конвенцију Уједињених нација о опојним дрогама и класификован као биљне дроге која нема медицинску употребу, у земљама потписницама Конвенције. 
Поновно оживљавање интереса за медицинску употребу канабиса седамдесетих година 20. века поклопило се са широко распрострањеном рекреативном употребом канабиса међу младима у САД. Да би у последњих 20 година 20. века, дошло до поновног оживљавања интересовање пацијената за употребу канабиса и канабиноида за лечење различитих стања, укључујући хронични бол, бол изазван раком, депресију, анксиозне поремећаје, поремећаје спавања и неуролошка поремећаји, чији се симптоми наводно побољшавају након употребе канабиса.
Владе многих земаља у страху од слања „погрешне поруке“ младима, све више су допуштале медицинску употребу канабиса, иако је правна класификација канабиса отежала његово истраживање и његову медицинске употребу у САД.
Повећано интересовање пацијената за медицинску употребу канабиса пратило је обновљено научно интересовање за медицинску употребу супстанци које се налазе у биљци канабиса (канабиноида). То је уследило након открића канабиноида почетком 1990-тих, и њиховог утицаја на системе у људском мозгу и телу и контролу важних биолошке функције, као што су когниција, памћење, бол, спавање и имунолошко функционисање.
Међутим, класификација канабиса као опојне дроге а не медицинског лека, без посебних одобрења за медицинску употребе отежавала је спровођење клиничких истраживање.
Средином 1990-тих грађани у неколико америчких држава одговорили су на све већу потражњу пацијената за канабисом референдумом којим је легализована медицинска употреба канабиса за пацијенте који пате од разних болести, као што су хронични бол, терминални рак и мултипла склероза. Сличан приступ су касније примениле и многе друге америчке државе. Канада је 1999. године увела медицински програм за канабис, чија се употреба проширила током наредних деценија као одговор на све веће захтеве пацијената.
Тиме су легализовани неки самостални програми за примену медицинског канабиса који су заправо ван прописа о лековима. На пример, у Сједињеним Америчким Државама, регулаторни услови за лекове избегнути су усвајањем референдума који су покренули грађани који је омогућава пацијентима да пуше канабиса и користе друге производе од канабиса врло широко дефинисаним медицинским разлозима. У тако дефинисаним условима лекари су понекад нерадо препоручиваки канабис због неизвесности у погледу клиничких индикација и страха да могу бити правно одговоран за било какву штету коју пацијенти могу претрпети. Док је у неким државама САД ово питање решено легализацијом комерцијалне понуде канабис кроз диспанзере.
Почетком 2000-их, Израел (2001) и Холандија (2003), а касније и друге земље, као што су Швајцарска (2011), Чешка (2013), Аустралија (2016) и Немачка (2017), усвојиле су законе по којим се дозвољава медицинска употреба канабиса под одређеним условима. Готово у истом периоду, клиничка испитивања пружила су основу за издавање одобрења за стављање у промет лекова у многим државама чланицама ЕУ, првенствено заснованог на екстрактима канабиса, који се показао ефикасним у лечењу спастичности мишића услед мултипле склерозе.
Већина земаља Европске уније сада дозвољава или разматра могућност медицинске употребе канабиса или канабиноида у неком облику. Међутим, приступи канабису се веома разликују у погледу врсте дозвољених производа и регулаторних оквира који одређују њихову примену.

## Канабис као замена за опоиде
Са тренутном националном епидемијом у САД злоупотребе опиоида, зависности и смртних случајева, савезне агенције и професионална удружења од клиничара траже да контролишу прописивање опојних лекова против болова. Савезне смернице истичу сужавање, укидање и ограничавање започињања ових лекова, осим у случају пружања неге на крају живота. Смањивање ослањања на опиоиде је, међутим, огроман задатак.
Према једној процени, дневно се у Сједињеним Америчким Државама изда више од 650.000 рецепата за опиоиде. Уколико држава не развије повећану толеранцију на хронични бол, смањење прописивања опиоида оставља вакуум који ће бити испуњен другим терапијама.

## Опште информације
Све је почело када су се догодиле значајне промене у политичком окружењу које се односи на легализацију, производњу и употребу канабиса. Током протеклих 20 година у САД, 25 држава и Дистрикт Колумбија легализовале су канабис и/или канабидиол (компоненту канабиса) за медицинска стања или малопродају на државном нивоу, а 4 државе су легализовале и медицинску и рекреативну употребу канабиса. Ове значајне промене у политици утицале су на обрасце употребе канабиса и перципирани ниво ризика.
Тврдећи да је терапеутски канабис користан за неуропатски бол, др Елон Ајсенберг, професор неурологије и медицине бола, Израелски институт за технологију, Хаифа, навео је низ охрабрујућих рандомизираних, контролисаних испитивања и метаанализа студија на ту тему. Др Елон Еисенберг, је приметио да су најновији резултати израелске проспективне кохорта студије која прати више од 851 пацијента који узимају канабис дуже од годину дана позитивни, односно да анализе показују стално смањење интензитета бола и побољшања у патњама и инвалидитету, као и да болесници за лечење бола користе мање опиоида. Међутим, око 40% пацијената у тој студији доживело је неки нежељени догађај, иако већина тих догашаја није била озбиљна.
Упркос овим ставовима, докази о краткорочним и дугорочним ефектима употребе канабиса на здравље и даље су сасвим несхватљиви. Иако је безброј студија испитивало употребу канабиса у свим његовим различитим облицима, често ови закључци истраживања нису на одговарајући начин синтетизовани, преведени или саопштени креаторима политике, пружаоцима здравствених услуга, државним здравственим службеницима или другим актерима који су оптужени за утицај на доношење политика, процедура и закона повезаних са употребом канабиса. За разлику од других контролисаних супстанци као што су алкохол или дуван, нису доступни прихваћени стандарди за сигурну употребу или одговарајуће дозе који би помогли појединцима да доносе одлуке о питањима да ли ће, када, где и како безбедно користити канабис и, у погледу тефикасне терапијска употребе.
Промена расположења јавности, сукобљена и отежана научна истраживања и законодавне битке подстакле су расправу о томе шта се, ако постоји, штетност или корист може приписати употреби канабиса или његових деривата, а како недостатак свеукупног знања има широке импликације на јавно здравље.
Иако на ефекте канабиса и канабиноида на здравље указују научни докази повезани са здравственим ефектима и потенцијалним терапијским користима канабиса, празнине у тренутном знању и могућностима за пружање додатног увида у ова питања и даље захтева хитна научна истраживања.

## Дејство
Примена канабиса у лечењу бола заснива се на његовог деловања на ЦБ 1 и ЦБ 2 рецепторе, јер је откривено да 27 агониста ЦБ рецептора изазивају антиноцицептивне и антихипералгетичке ефекте регулишући запаљење нервних завршетака и нервног система. Иаако многи наводе да је примена медицинска канабиса обећавајући третман хроничног бола који потенцијално може заменити опиоиде, и да пацијентима никада није био лакши приступ медицинском канабису. 
Међутим они који истражују његову употребу кажу да је структурни састав кананбиса изазов за својствена проучавања лека са листе 1 због застрашујућих извештаја о последицама. Наиме све је више извештаја о можданом удару, пролазном исхемијском нападу и срчаном удару међу корисницима канабиса. Ово је посебно забрињавајуће јер многи од ових случајева укључују младе одрасле мушкарце који немају факторе ризика, тврди др Еисенберг и сматра да је....
...истраживање канабиса некако изван уобичајених токова. Штавише, истраживање је тешко изводити због сложености биљке канабиса која има много састојака. Можда је ствар у идентификовању и додавању одређених компонената како би се боље демонстрирао смањен бол...а још један отежавајући фактор је то што се биорасположивост канабиса знатно разликује од једног до другог пацијента, „понекад чак и десетоструко“.

## Ефекти употребе канабиса
У једној студији ефекти канабиса истражени су код 88 испитаника који су рекли да тренутно користе канабис:
- 60,2% је било млађе од 50 година,
- 72,4% су биле жене,
- 71,6% ћена су биле беле расе.

Већина испитаника користила је канабис:
- 3 или више година (54,5%),
- мање од једном дневно (60,2%)
- против болова (68,2%).

Најчешћи позитивни ефекти употребе канабиса забележени међу наведеним испитаницима били су да:
- помаже у спавању (66 испитаника),
- смирује их (60 испитаника),
- смањује бол (60 испитаника),
- смањује анксиозност (59 испитаника).

Многи испитаници који су пријавили позитивне ефекте користили су тетрахидроканабинол (ТХЦ) и канабидиол (ЦБД). На пример, испитаници који су пријавили да користе канабиноиде за смирење, у 46,7% користили су оба, у поређењу са 36,7% који су користили само ТХЦ и 16,7% који су користили само ЦБД. Међу испитаницима који су пријавили да им је канабис помогао да спавају, 51,5% је користило ТХЦ и ЦБД.
Што се тиче штетних ефеката, није било значајних разлика на основу употребе ТХЦ-а или ЦБД-а, али 31,9% испитаника који су рекли да пуше канабис и 4,9% испитаника који су користили канабис на други начин изјавили су да кашљу након употреба канабиса (П <.001). Ниједан испитаник није пријавио анафилалаксију, иако је међу појединцима који нису користили канабис 2,5% пријавило алергију на канабис.

## Правни статус
При анализи декриминализације лекова у повољном светлу, морају се узети у обзир како правни, тако и медицинско-научни аргументи, с обзиром на то да је законско својство под заштитом јавно здравље. Због тога је неопходно интегрисати неколико сектора друштва како би било више расправе и разумевања о тој теми. Године 2011.УН-ова Комисија за глобалну политику дрога израдила је извештај чији се садржај односи на неуспех репресивне политике „Рат против дрога“ и потребу да се подрже мере алтернативног законског регулисања ових супстанци. У том контексту, након 50 година Јединствене конвенције УН о опојним дрогама, велика улагања у искорењивање производње, и репресије против трговаца људима и у криминализацији корисника нису била ефикасна у смањењу употребе дрога, што је, напротив, довело до до повећања употребе дрога. трговине људима и организованог криминала.
Из овога је Глобална комисија доказала да међу земљама расте тенденција ка политикама декриминализације. Стога, ако националне владе верују да ће ова алтернативна мера имати користи у погледу употребе инвестиција у јавно здравство и социјалне програме, повезане са стварањем регулисаног тржишта које би могло кулминирати смањењем трговине људима и сигурношћу промоције, на међународној заједници је да подржи ове иницијативе. У склопу овога све више је заговорника тврдње да би јавно здравље било нарушено само ако се употреба одређене супстанце одвија на јавном месту, а да се лична потрошња у контексту приватног живота, једино не нарушава право јер је здравље појединца нетипична чињеница и, према томе, не подлеже кривичној санкцији.
Тренутни правни статус медицинског канабиса и за које поремећаје је одобрен, недовољно је регулисан:
- Канабис је и даље незаконит на глобалном нивоу, што значи да на глобалном нивоу он нема медицинску употребу која је званично прихваћена или одобрена.
- Врло је различит однос према медицинском канабису у појединим државама САД, иако га све више држава легализује.
- Савезни закон у САД може надвладати државни закон, али савезна влада је одлучила да то не чини и многи мислим да то и неће. Само пуштају да употреба медицинског канабиса иде својим током.
- Оно што већина држава дозвољава јесте да лекар може да употребу медицински канабиса одобри, али га не мора нужно прописати. То је због проблем са законодавством у појединим држвама, јер лекари незнају који је извор лека, шта пацијенти стварном примају и ко врши контрола квалитета.

Калифорнија је далеко испред осталих држава у САД, јер је од 1. јануара 2018. године увела Биро за контролу канабиса. Они надгледају и контролишу квалитета производа који се налазе на полицама амбуланти којима пацијенти приступају. Пре дистрибуције производа, произвођачи га морају серијски тестирати на количину активне супстанце и друге супстанце као што су загађивачи и садржај воде. То омогућава лекарима и пацијентима да затраже потврду о анализи како би у амбуланти били сигурни да је обављено то тестирање и да је лек безбедан.
Европска унија први пут је у медицинске сврхе 2019. године дозволила употребу производа од канабиса — епидиолекса - лека који се добија од канабиса и садржи канабидиол, главни састојак медицинске марихуане. При томе треба имати у виду да је лек за примену одобрен само пацијентима који пате од два ретка облика дечије епилепсије (које је тешко лечити и могу довести до неколико напада дневно):
- Ленокс-Гастоовог синдрома
- Драветовог синдра.

Иако је употреба канабидиоала дозвољена у Великој Британији и другим европским земљама, британски Национални институт за здравство још не препоручује употребу лека јер „не постоје валидни докази о његовој дугорочној ефикасности".
Употреба канабиса у Србији је незаконита. Поседовање се кажњава новчаном казном или затвором до 3 године. Продаја и превоз су такође кажњиви затвором од 3 до 12 година. Узгајивање се кажњава затвором од 6 месеци до 5 година.
О сложеност правне регулативе говори и употреба канабиса у Аустралији. Аустралијска савезна влада је 2016. донела закон који је омогућио пацијентима да добију неодобрене производе од канабиса за медицинску употребу према посебним одредбама приступа на основу Закона о терапијској роби. Такође су и владе у Новом Јужном Велсу, Квинсленду и Викторији такође извршила законске промене које дозвољавају медицинску употребу канабиса и гајење канабиса за медицинску употребу. Међутим Аустралијски програм за медицинску употребу канабиса наишао је на знатан отпор код онколога, неуролога и специјалисти за бол, који су једини лекари практичари који могу започети лечење канабисом. Ови специјалисти тврде да постоји мало доказа који подржавају медицинску употребу канабиса и да постоје много бољи доступни третмани против мучнине и повраћања изазване хемотерапијом, неуропатскског бола, спастичности мишића и епилепсије од канабиса. Законски прописи о одговорности за било какву штету нанесену пацијентима такође забрињава многе лекара. Стога је пацијентима било тешко да дођу до рецепта за канабис. Пацијенти се такође жале на сложеност поступка одобравања производа од канабиса због преклапања савезних и државних / територијалних захтева, а аустралијски здравствени систем не прихвата трошкове увоза производа од канабиса. Пацијенти стога морају платити значајне трошкове увоза дрога, на пример 400 АУД (око 250 ЕУР) на месечном нивоу, за фармацеутски облик ЦБД за лечење епилепсије.